# Алкета II Епірський
Алкета II (грец. Ἀλκέτας, 313—306 до н. е.) — цар Епіру, був сином Арібби Епірського та онуком Алкети I.

## Біографія
Через його непереборний характер він був вигнаний батьком, який призначив полководцем свого молодшого сина, Еакіда Епірського.
Після смертів Еакіда, який загинув у битві проти Кассандра Македонського в 313 р. до н. е., епіроти закликали Алкету ІІ.
Кассандр послав проти нього армію під командуванням Ліциска, але в 312 р. до н. е. уклав з ним союз. Епіроти, розгнівані на Алькету ІІ повстали проти нього і вбили його разом із двома синами. Як результат, в 306 р. до н. е. Пірр, син Еакіда, був поставлений на престол його покровителем іллірійським королем Главкієм.